# 유령 (래퍼)
유령(1994년 6월 16일 ~)은 대한민국의 래퍼다. 2020년 '강필성, AHWU - Black Waltz' 피처링으로 데뷔했다.

## 방송
- 방구석 래퍼 (2022) - Top9(8위)

## 공연
- YNC 콘서트 (2022)